# County Center
County Center är en så kallad census-designated place i Prince William County i Virginia. Folkmängden uppskattades 2017 till 3 589 invånare.